# Cantharidus tenebrosus
Cantharidus tenebrosus es una especie de molusco gasterópodo de la familia Trochidae. 

## Distribución geográfica
Se encuentra en Otago, Isla Sur de Nueva Zelanda.